# Granges (Veveyse)
Granges (Veveyse) es una comuna suiza del cantón de Friburgo, situada en el distrito de Veveyse. Limita al oeste y norte con la comuna de Oron (VD), al este con Bossonnens, al sureste con Attalens, al sur con Chardonne (VD), y al suroeste con Puidoux (VD).

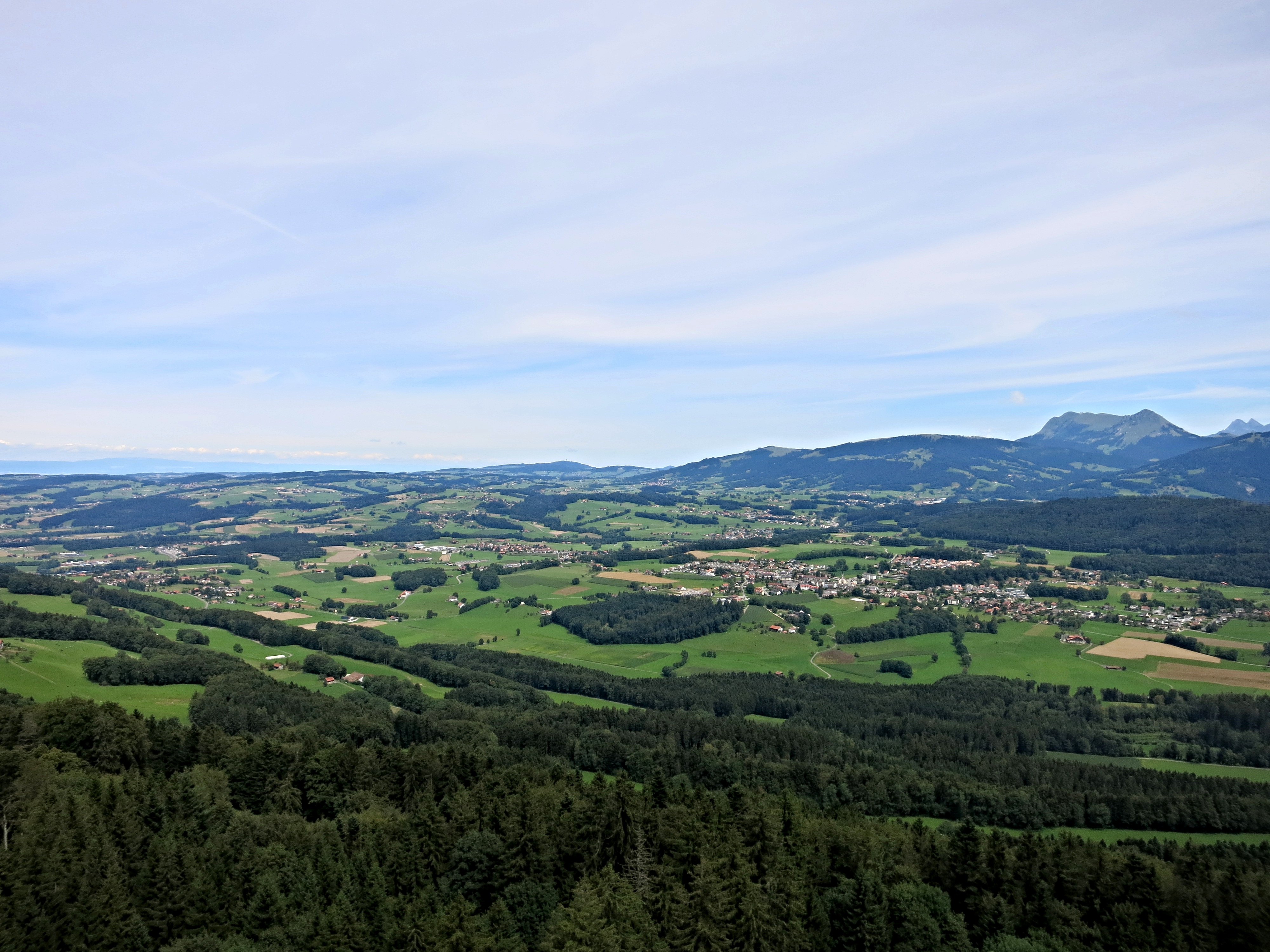
Vista de Granges (Veveyse).